# Euptychia vestigiata
Euptychia vestigiata är en fjärilsart som beskrevs av Butler 1867. Euptychia vestigiata ingår i släktet Euptychia och familjen praktfjärilar. Inga underarter finns listade i Catalogue of Life.